# وینی کولیتا
وینی کولیتا (انگلیسی: Vinnie Colaiuta؛ زادهٔ ۵ فوریهٔ ۱۹۵۶) موسیقی‌دان اهل ایالات متحده آمریکا است.